# Kenneth Starr
Kenneth „Ken” Winston Starr (ur. 21 lipca 1946 w Vernon, zm. 13 września 2022 w Houston) – amerykański prawnik, prokurator, członek Sądu Apelacyjnego Stanów Zjednoczonych.
Zdobył rozgłos po przygotowaniu w 1998 r. kontrowersyjnego Raportu Starra, dotyczącego romansu Billa Clintona z Moniką Lewinsky. Raport ten przyczynił się do wszczęcia procedury impeachmentu wobec Clintona. Starr został uhonorowany w 1998 (wraz z Clintonem) tytułem Człowieka Roku tygodnika „Time”.